# Parafia Trójcy Świętej w Murowie
Parafia Trójcy Świętej – rzymskokatolicka parafia położona przy ulicy ks. Edgara Soremby 11 w Murowie. Parafia należy do dekanatu Zagwiździe w diecezji opolskiej.

## Historia parafii
Parafia została erygowana 26 sierpnia 1988 roku, po wyłączeniu jej z parafii Najświętszego Serca Pana Jezusa w Zagwiździu. Kościół parafialny został wybudowany w 2001 roku. Konsekracja miała miejsce 16 września 2001 roku, a dokonał jej ksiądz arcybiskup Alfons Nossol.
Proboszczem parafii jest ks. Sławomir Tokarek.

## Zasięg parafii
Parafię zamieszkuje 1240 mieszkańców, zasięgiem duszpasterskim obejmuje ona miejscowości:
- Murów,
- Czarna Woda,
- Okoły.

Szkoły i przedszkola
- Publiczna Szkoła Podstawowa w Murowie,
- Publiczne Przedszkole w Murowie[3].

## Proboszczowie po 1945 roku
- ks. Aleksander Chmielowski (1989–2010),
- ks. Sławomir Tokarek (od 2010)[2].

## Grupy parafialne
- Caritas,
- Ministranci,
- Chór parafialny,
- Róże różańcowe,
- Rada parafialna[2].